# Boston Marathon 1933
De Boston Marathon 1933 werd gelopen op woensdag 19 april 1933. Het was de 37e editie van deze marathon.
De Amerikaan Leslie Pawson kwam als eerste over de streep in 2:31.01,6. Marathonwedstrijden voor vrouwen bestonden er in die tijd nog niet.
Het parcours is te kort gebleken. Het had namelijk niet de lengte van 42,195 km, maar 41,1 km.

## Uitslag
| rang   | naam             | land | tijd      |
| ------ | ---------------- | ---- | --------- |
| Goud   | Leslie Pawson    | USA  | 2:31.01,6 |
| Zilver | Dave Komonen     | FIN  | 2:36.27,4 |
| Brons  | Dick Wilding     | CAN  | 2:38.00,6 |
| 4      | Harold Webster   | CAN  | 2:38.31,6 |
| 5      | Ville Kyrönen    | FIN  | 2:39.50   |
| 6      | Albert Michelsen | USA  | 2:40.27   |
| 7      | Walter Hornby    | CAN  | 2:41.32,4 |
| 8      | Clarence De Mar  | USA  | 2:43.18,6 |
| 9      | Johnny DeGloria  | USA  | 2:43.20   |
| 10     | Hugo Kauppinen   | USA  | 2:46.01,2 |

1897 ·
1898 ·
1899 ·
1900 ·
1901 ·
1902 ·
1903 ·
1904 ·
1905 ·
1906 ·
1907 ·
1908 ·
1909 ·
1910 ·
1911 ·
1912 ·
1913 ·
1914 ·
1915 ·
1916 ·
1917 ·
1918 ·
1919 ·
1920 ·
1921 ·
1922 ·
1923 ·
1924 ·
1925 ·
1926 ·
1927 ·
1928 ·
1929 ·
1930 ·
1931 ·
1932 ·
1933 ·
1934 ·
1935 ·
1936 ·
1937 ·
1938 ·
1939 ·
1940 ·
1941 ·
1942 ·
1943 ·
1944 ·
1945 ·
1946 ·
1947 ·
1948 ·
1949 ·
1950 ·
1951 ·
1952 ·
1953 ·
1954 ·
1955 ·
1956 ·
1957 ·
1958 ·
1959 ·
1960 ·
1961 ·
1962 ·
1963 ·
1964 ·
1965 ·
1966 ·
1967 ·
1968 ·
1969 ·
1970 ·
1971 ·
1972 ·
1973 ·
1974 ·
1975 ·
1976 ·
1977 ·
1978 ·
1979 ·
1980 ·
1981 ·
1982 ·
1983 ·
1984 ·
1985 ·
1986 ·
1987 ·
1988 ·
1989 ·
1990 ·
1991 ·
1992 ·
1993 ·
1994 ·
1995 ·
1996 ·
1997 ·
1998 ·
1999 ·
2000 ·
2001 ·
2002 ·
2003 ·
2004 ·
2005 ·
2006 ·
2007 ·
2008 ·
2009 ·
2010 ·
2011 ·
2012 ·
2013 ·
2014 ·
2015 ·
2016 ·
2017 ·
2018 ·
2019 ·
2020 ·
2021 ·
2022